# Helen Pitts Douglass
Helen Pitts Douglass (Honeoye, 1838 — Washington, D.C., 1903) foi uma sufragista e jornalista do feminismo estadunidense que se tornou célebre por seu casamento com o ex-escravo e ativista dos direitos humanos Frederick Douglass, de cuja memória foi ardorosa defensora.
Foi colaboradora em Washington, D.C. da publicação feminista radical chamada Alpha.

## Biografia
Nascida na pequena vila de Honeoye, Condado de Ontário, era filha de um casal de ativistas pela abolição, Gideon e Jane Pitts, ambos de famílias mais tradicionais do país: seu pai descendia do fundador de Richmond, Peter Pitts, e sua mãe descendia de John e Priscilla Alden, um dos casais de pioneiros do Mayflower.
Pitts teve sua educação fundamental no Genesee Wesleyan Seminary, de Lima, Nova Iorque; tinha apenas oito anos de idade quando o ativista negro Frederick Douglas hospedou-se na casa dos pais, quando fora à cidade proferir suas palestras, em 1846; ele voltaria ali outras vezes.
Graduou-se no Mount Holyoke College (então chamado Mount Holyoke Female Seminary) em 1859, após o que voltou a morar com os pais. Durante muitos anos lecionou no Hampton Institute, da Virgínia, um colégio dedicado à educação de homens e mulheres negros até que teve de se afastar quando levou à prisão moradores do lugar que ela suspeitava estarem abusando de seus alunos, provocando grande tensão no lugar; a saúde frágil também a fazia voltar para a casa dos pais.
Em 1877 Frederick Douglass foi nomeado pelo presidente Hayes como Marshall do Distrito de Columbia e ainda oficial de registro de imóveis da cidade; com isto ele mudou-se de forma definitiva para Washington onde adquiriu uma casa em Cedar Hill.
Em 1882 ela também se mudou para a capital do país a fim de morar com um tio, e foi contratada pelo cartório de registros de Douglass; ali ela se associou à Dra. Caroline Winslow, que presidia a Moral Education Society of Washington e publicava o jornal radical Alpha onde Helen passou a escrever artigos e ajudava na edição.

## Casamento e últimos anos

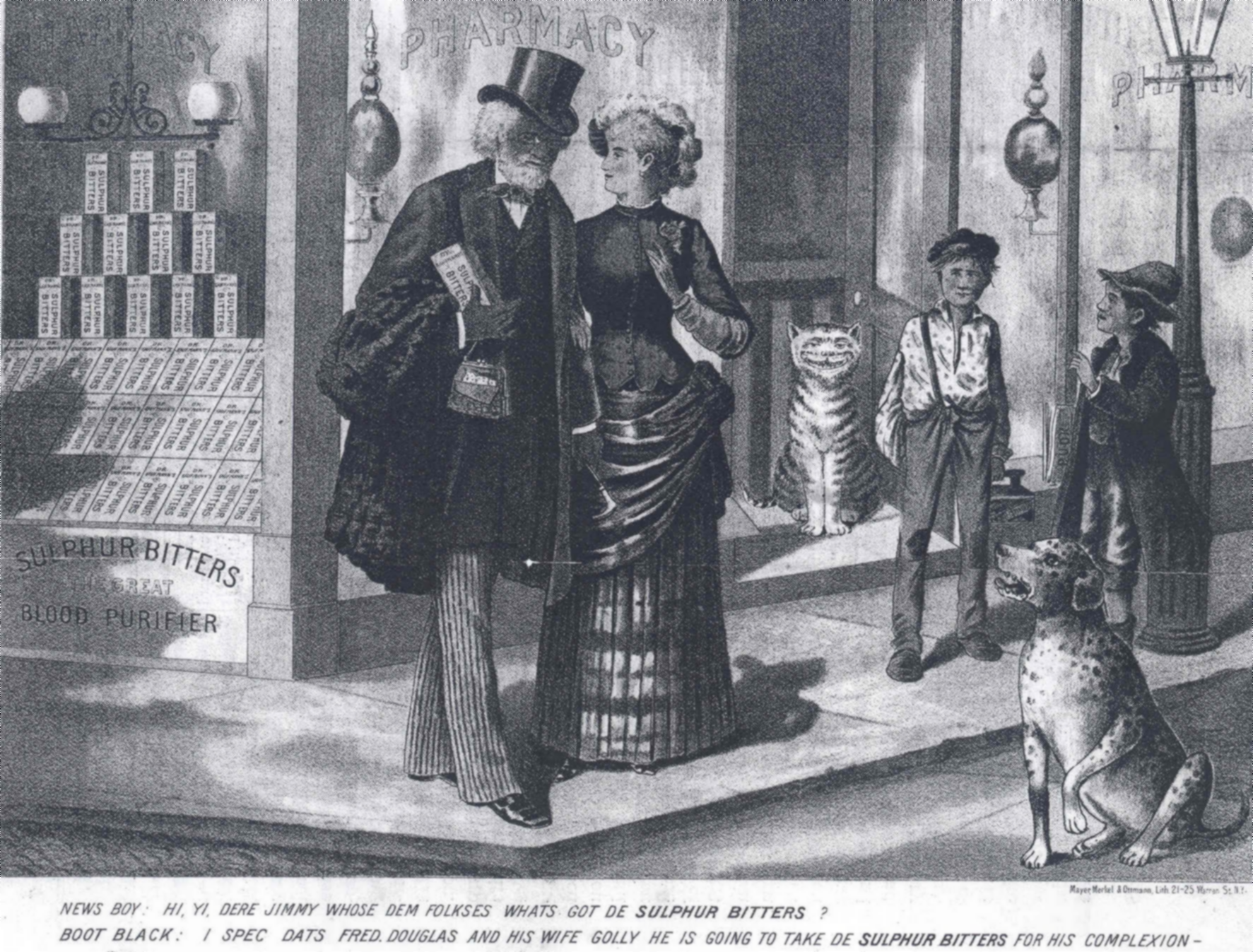
Caricatura ataca o casal Douglass, saindo de uma farmácia onde está à venda produto para "purificar o sangue".

Um ano e meio após Frederick ficar viúvo de sua primeira mulher Anna, eles se casaram a 24 de janeiro de 1884 numa cerimônia na Igreja Presbiteriana da Rua 15 da capital efetuada pelo pastor Francis Grimke, apesar da oposição dos seus familiares e dos filhos dele, e tendo por testemunhas apenas o senador Blanche Bruce e sua esposa — apesar da falta de apoio familiar ambos foram firmes na decisão e ela declarou depois: "O amor veio até mim, e eu não tinha medo de me casar com o homem que amava por causa de sua cor", ao passo que ele se divertiu, brincando: "Isso prova que sou imparcial; minha primeira esposa era da cor de minha mãe e a segunda, da cor de meu pai."  — ela tinha 46 anos de idade e ele, 66.
O casamento despertou contudo imensa revolta popular em manifestação de preconceito pela união inter-racial. Em seu último livro autobiográfico de 1892, para o qual Helen colaborou ativamente, ele descreveu o momento: "Nenhum homem, talvez, tenha ofendido mais o preconceito popular do que eu, ultimamente. Eu me casei com uma mulher. Pessoas que haviam permanecido em silêncio quanto às relações ilegais entre os senhores de escravos brancos e suas escravas de cor me condenavam em alta voz por me casar com uma mulher alguns tons mais claros que eu. Eles não teriam qualquer objeção se me casasse com uma pessoa muito mais escura do que eu, mas me casar com alguém muito mais clara, e com a tez do meu pai e não com a de minha mãe era, na visão popular, uma ofensa chocante, pela qual eu deveria sofrer o ostracismo tanto pelos brancos quanto pelos negros." A imprensa lembrava as leis contra a mestiçagem, criticando o pastor que celebrara a cerimônia e realçando a diferença de idade entre os cônjuges, pois ela era mais nova que os filhos dele; também os negros sentiam-se traídos por o grande ativista haver se unido a uma mulher branca pobre, desprezando uma de sua própria raça.
A união contudo proporcionara uma junção de iguais intelectualmente e com interesses comuns; viajavam muito juntos e haviam estabelecido moradia no Haiti, quando em 1889 o presidente Harrison nomeou Douglass como ministro-residente (embaixador) e cônsul-geral no Haiti, e ainda encarregado de negócios para a República Dominicana.
Após a morte do marido tentou convencer os filhos dele a deixarem a residência de Cedar Hill como um memorial a ele, mas estes se recusaram e decidiram vendê-la; Helen então tomou dinheiro emprestado e a comprou.
Ela pediu ao Congresso e este criou a Associação Nacional Memorial e Histórica Frederick Douglass, a quem ela doou a casa de Anacostia que, em 1916, numa parceria com a National Association of Colored Women's Clubs foi aberta para visitações e, a 5 de setembro de 1962, passou a integrar o sistema National Park até que em 1988 foi declarado como patrimônio histórico nacional.
Com a saúde frágil, ela veio finalmente a falecer em 1903, em Cedar Hill onde pretendia ser sepultada, o que foi impedido por as leis da capital proibirem; sem qualquer funeral, seus restos mortais foram inumados no jazigo da família Douglass no Mt. Hope Cemetery, em Rochester.

## Imagens

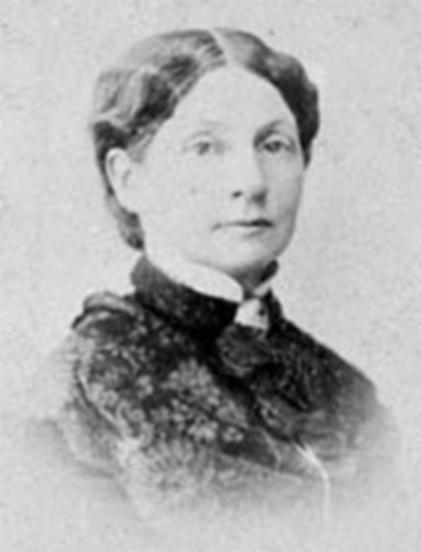
Helen, quando nova.
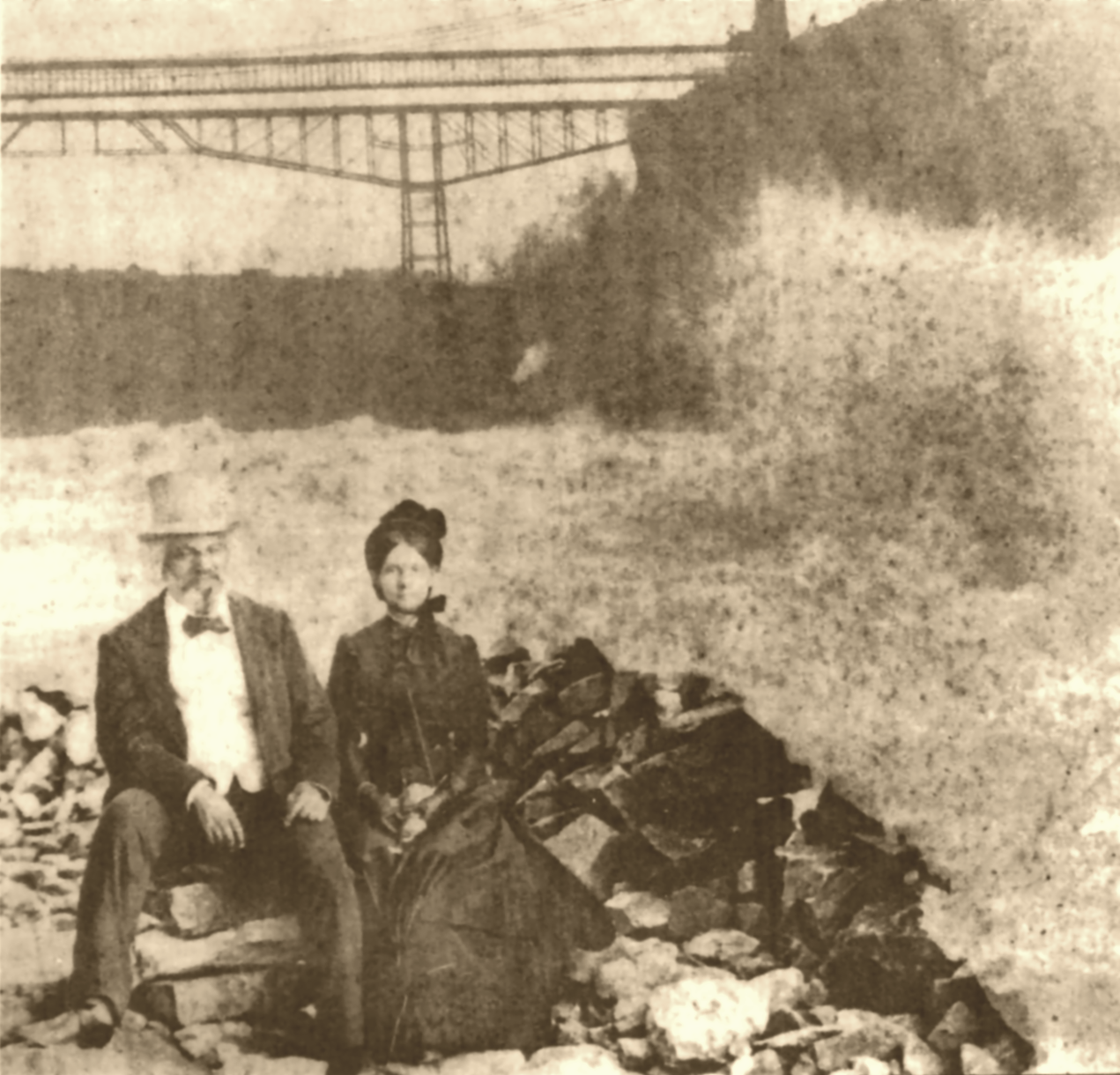
O casal Douglass, na lua-de-mel em Niagara Falls, janeiro de 1884.
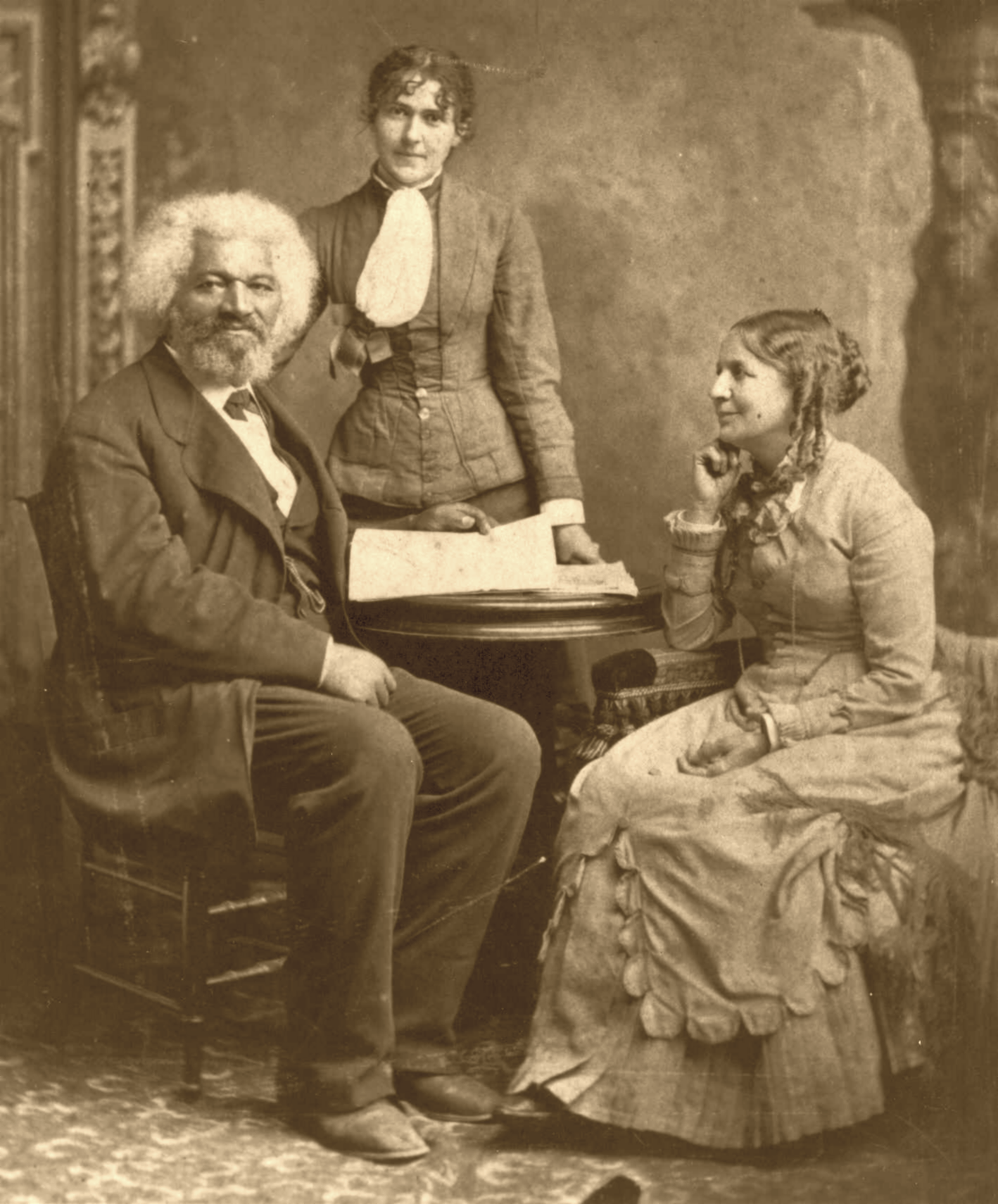
Frederick e Helen (sentados), e sua irmã Eva (ao centro, em pé).
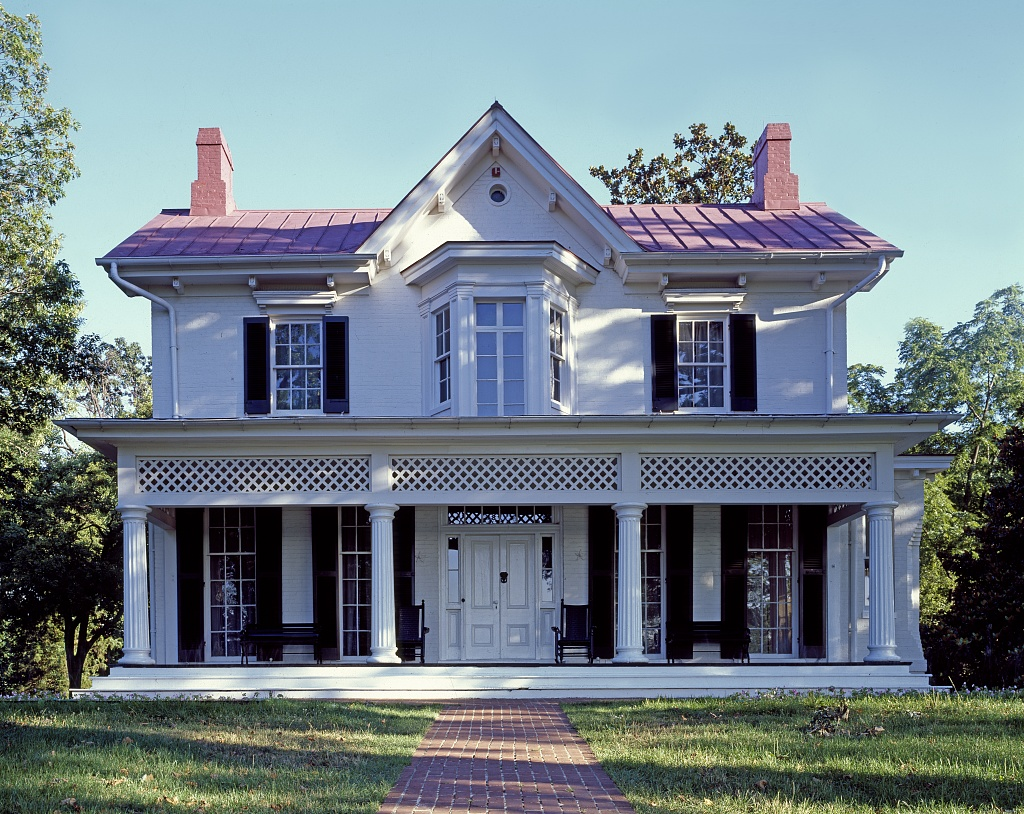
Casa de Douglass em Anacostia, patrimônio nacional dos EUA por luta de Helen.